# 高梨館跡公園
高梨館跡公園（たかなしやかたあとこうえん）は、長野県中野市にある公園。国指定史跡の高梨氏館跡一帯の面積1.5ヘクタールを整備して作られた。

## 概要
高梨氏館は高梨政盛の全盛時代、永正7年（1510年）に築城されたと言われている。後に武田信玄勢の侵攻によって落城し、安土桃山時代末期の慶長3年（1598年）頃に廃城となった。 
周囲には空濠・土塁が残り、庭内に稲荷社・井戸跡・庭石などもが残っている。2001年（平成13年）11月2日に高梨館跡公園として開園した。2007年（平成19年）2月に国指定史跡となる。タカトウコヒガンザクラは花見スポットである。

## 脚注

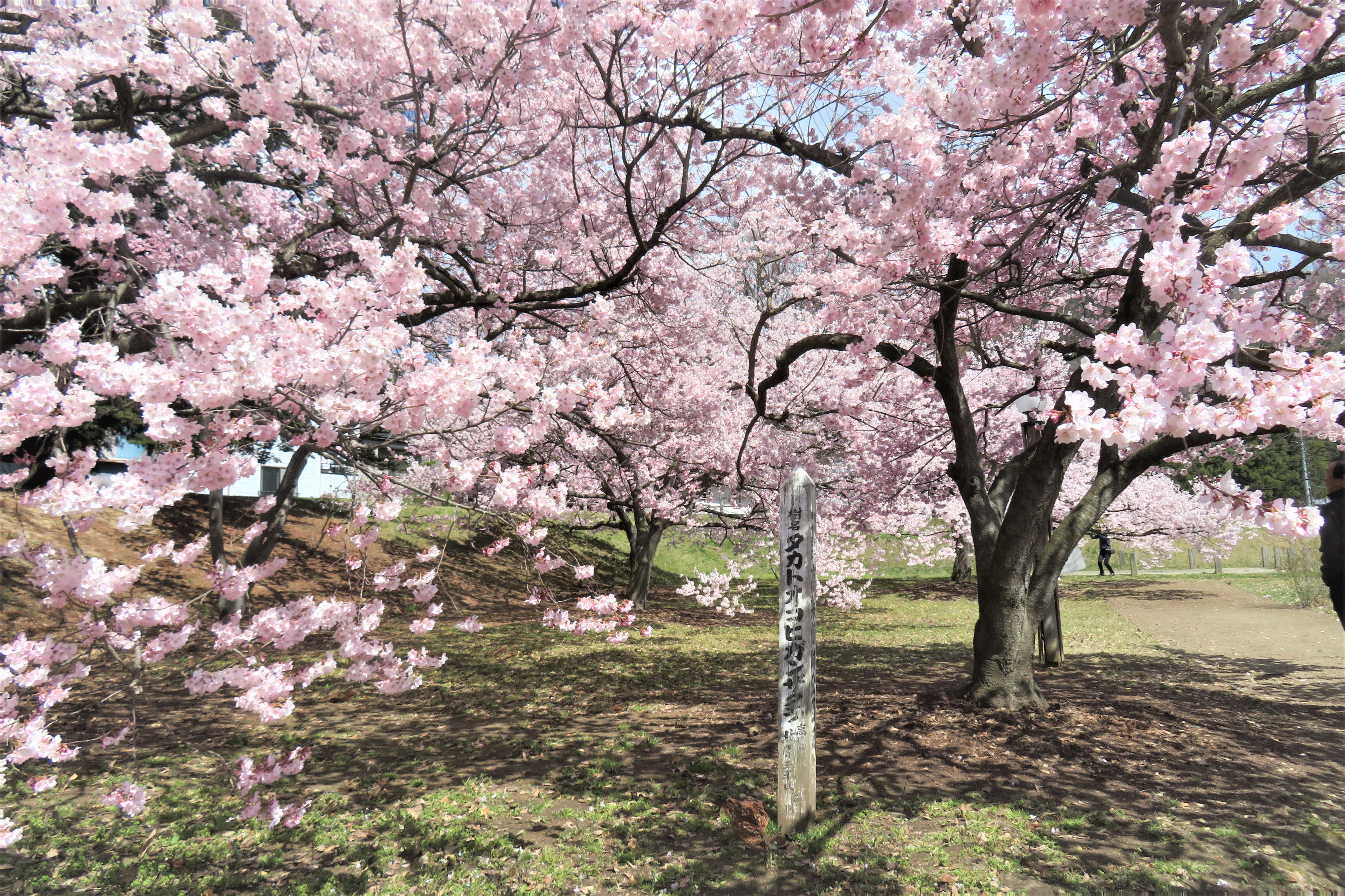
高梨館跡公園の桜

## 主な施設
- タカトオコヒガンザクラ　10本
- 高梨邸
- 多目的広場
- 芝生広場
- 復元庭園
- 建物遺構
- トイレ

## 利用情報

### 入園料
- 無料

### 駐車場
- 15台

### 交通アクセス
- 上信越自動車道信州中野ICより 約15分
- 長野電鉄信州中野駅から徒歩 約25分

## 周辺
- 王日神社
- 中山晋平記念館
- 中野陣屋・県庁記念館
- 法運寺
- 日本土人形資料館
- 晋平の里間山温泉公園「ぽんぽこの湯」
- 泰清寺
- 霊閑寺
- 如法寺